# Augathella
Augathella ist eine Stadt im Süden des australischen Bundesstaates Queensland. Sie liegt am Matilda Highway / Landsborough Highway ca. 85 km nördlich von Charleville und ca. 748 km westlich von Brisbane. Wie Charleville liegt auch Augathella am Warrego River. Bei der Volkszählung 2021 wurden 328 Einwohner gezählt.

## Geschichte
Die Stadt wurde als Rastplatz für Viehtreiber gegründet, da sich dort drei Viehtriebrouten, von Morven, von Tambo und von Charleville, trafen. Anfangs hieß die Siedlung Burenda, später wurde sie in Ellangowan umbenannt (heute noch der Name einer Viehtränke dort) und ab 1883 hieß sie Augathella. Letzterer Name ist offenbar ein Wort aus der Sprache der Aborigines, das im Deutschen 'Wasserloch' bedeutet und sich auf den Warrego River bezieht. So entstand ein Dienstleistungszentrum für die Bedürfnisse der Viehtreiber und der Viehzüchter.

## Heute

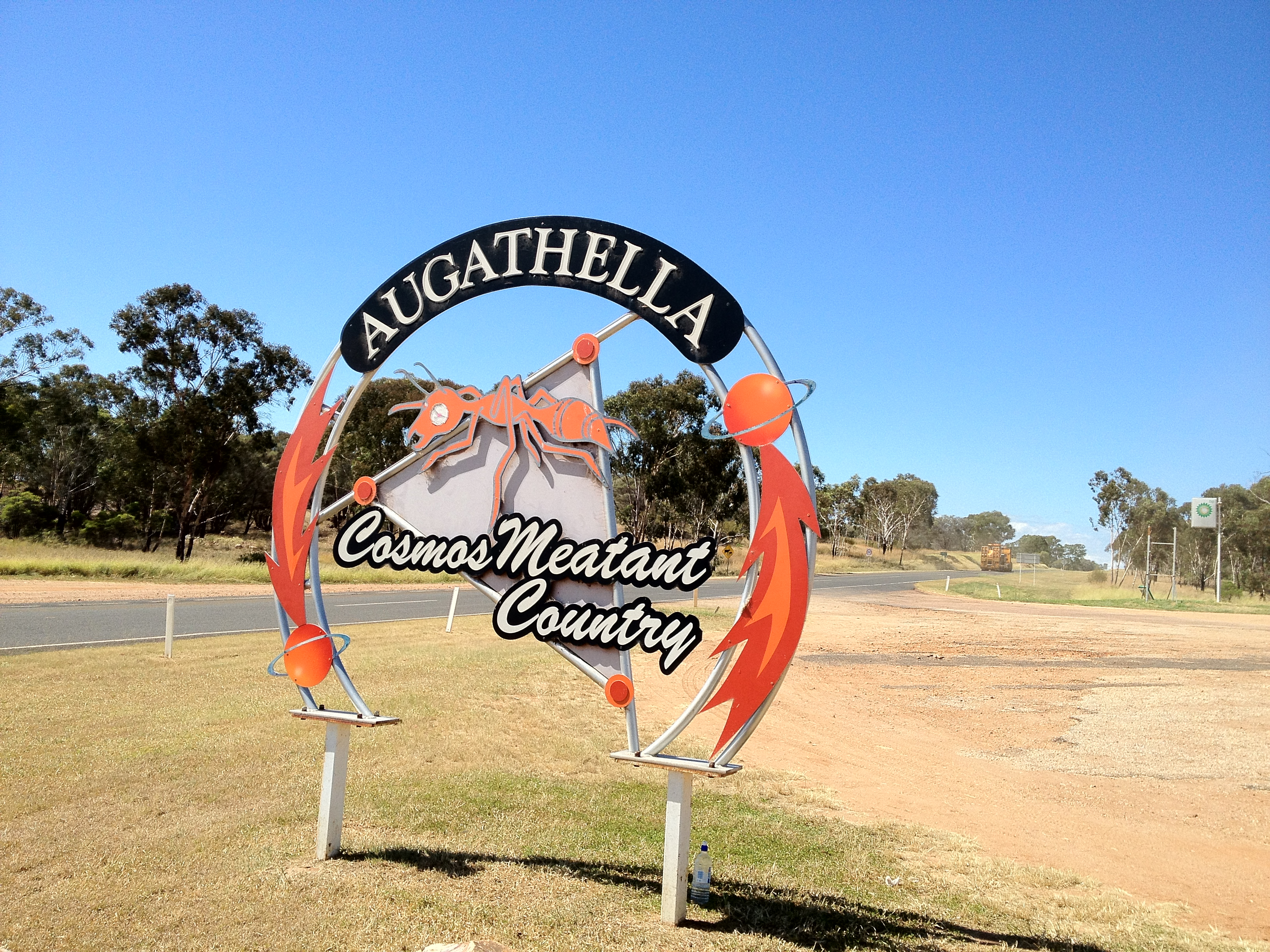
Fleischameise in Augathella

Der in den 1980er-Jahren entstandene Matilda Highway führt im Osten an der Stadt vorbei. Einige neue Geschäfte haben sich wieder direkt am Highway angesiedelt. Es gibt in der Stadt ein wachsendes Kunstzentrum, ein öffentliches Schwimmbad, einen Bowls-Club und einmal im Jahr ein Rodeo. Außerdem besitzt Augathella einige Polocrosse-Teams.
Auch heute noch dominiert die Viehzucht die Wirtschaft der Stadt. 
2011 entstand am Ortseingang eine 4,5 m hohe Skulptur einer Fleischameise (Iridomyrmex purpureus) in Stahl und Kupfer. Sie soll an ein früheres Fußballteam der Stadt – Mighty Meat Ants genannt – erinnern.